# Kalínino (Ciudad de Krasnodar)
Kalínino (del ruso: Калинино) es un mikroraión del distrito Prikubanski de la unidad municipal de la ciudad de Krasnodar, en el krai de Krasnodar de Rusia. Se sitúa en el norte de la ciudad de Krasnodar y es conocido en la zona como Páshkovka. Tenía una población de 34.152 habitantes en 2002
Es centro del municipio rural Kalíninski al que pertenecen los posiólok Druzheliubni, Industrialni, Krasnodarski, Plodorodni, Lazurni, Pobeditel y Rosiski y el jútor Oktiabrski.

## Historia
El seló Kalínino fue fundado en 1924 en tierras separadas de la ciudad de Krasnodar, a la que volvería a pertenecer entre 1936 y 1940. Entre ese año y 1953 formó parte del raión de Páshkovskaya. El 15 de abril de 1958 se le otorgó el estatus de asentamiento urbano obrero, subordinado al distrito Pervomaiski de la ciudad de Krasnodar. 
Desde 2004 es centro del municipio rural Kalíninski, a la vez que pertenece como mikroraión al distrito Prikubanski de Krasnodar.

## Transporte
El distrito cuenta con el servicio de los tranvías y trolebuses de la ciudad. Al sur de la localidad se encuentra el aeródromo militar Krasnodar-Tsentralni.